# Rudolf Schoenert
Rudolf Schoenert, nemški častnik, vojaški pilot, letalski as in izumitelj, * 11. november 1912, † 30. november 1985.
Bil je sedmi najbolj uspešni nočni letalski as nemške Luftwaffe med drugo svetovno vojno. V 376 bojnih poletih je tako sestrelil 65 sovražnikovih letal, od tega 35 sovjetskih. 
Velja za vodilno silo pri izumitvi navzgor-streljajoče oborožitve v nočnih lovcih. Prvo zračno zmago s tako oborožitvijo je dosegel maja 1943.
Na pogrebu Helmuta Lenta je bil eden od šestih članov častne straže, ki so jo sestavljali letalski asi in nosilci viteškega križca železnega križca: Oberstleutnant Günther Radusch, Oberstleutnant Hans-Joachim Jabs, Major Rudolf Schoenert, Hauptmann Heinz Strüning, Hauptmann Heinz-Martin Hadeball in Hauptmann Paul Zorner.

## Odlikovanja
- Ehrenpokal der Luftwaffe (5. januar 1942)[3]
- Nemški križec v zlatu (18. maj 1942)[4]
- Železni križec II. in I. razreda
- Viteški križec železnega križca (25. julij 1942)[4]
- Viteški križec železnega križca s hrastovimi listi (11. april 1944)[4]
- omenjen v Wehrmachtbericht (24. junij 1942)